# アクアパラダイス
アクアパラダイスは、2004年3月にSANKYOが発売した、海をモチーフにしているパチンコ機のシリーズ名。CRアクアパラダイスGPとアクアパラダイスDXの2機種がある。

## 概要
液晶を搭載している貯留型の羽根モノ。液晶画面にはマーメイドの「ミミちゃん」が登場し、様々な演出で活躍する。画面の手前には磁石付きの透明な回転盤があり、玉がくっついた状態で回転する。大当たりするためのVゾーンは役物内上部に配置されている。
チャッカー入賞後にVゾーンからVアームが下に伸びてきて、玉がくっついてVゾーンまで運ばれれば大当たりとなる仕組みである。大当たり中は、回転盤に最大10個の玉がくっつき貯留される。10カウントもしくは羽根開閉18回後に、Vアームが下りてきて玉をVゾーンまで運んでくれる。CR機と現金機の2種類あるが、盤面やスペックには違いがなく2機種とも共通している。

## スペック
- CRアクアパラダイスGP
  - 賞球数 5&10
  - 最大貯留 10個
  - 大当たり最高継続 15R
  - カウント　10カウント
  - ラウンド振り分け率

1/3で2R
1/3で5R
1/3で15R
- アクアパラダイスDX
  - 賞球数 5&10
  - 最大貯留 10個
  - 大当たり最高継続 15R
  - カウント　10カウント
  - ラウンド振り分け率

1/3で2R
1/3で5R
1/3で15R

## 図柄
- サメ（2R）
- イルカ（2R or 5R or 15R）
- マンボウ（5R）
- カメ（15R）

## 演出
ラウンド予告
チャッカーに入賞するとマーメイドのミミちゃんと共に海の仲間たちがラウンド予告を演出する。
玉が羽根を通過した時にイルカが登場してV入賞すると、ランクアップ式の大当たりが濃厚となる。この時、出現するイルカの色が赤だと熱い。カメが登場してV入賞すると、15ラウンドが確定となる激熱予告となる。
玉が羽根を通過して液晶にくっついたタイミングで財宝が出現すると超高確率でV入賞となる。出現する財宝が金貨の場合は5ラウンド以上が確定し、宝箱が出現した場合は15ラウンドが確定する。
ラウンド抽選
V入賞後にラウンド抽選演出が始まり、ミミちゃんがラウンド数に対応しているいずれかの図柄を停止させる。サメが停止した場合は2ラウンドまで、マンボウが停止した場合は5ラウンドまで、カメが停止した場合は15ラウンドまで大当たりラウンドが継続しやすくなる。イルカが停止した場合はランクアップ式の大当たりとなる。V入賞後に海を切り裂くような特殊なムービーが流れることがある。この演出は15ラウンドが確定するプレミアム演出である。
バブルチャンス
V入賞後にラウンド抽選で、イルカで大当たりとなった場合に突入する。ランクアップ式の大当たりで、ラウンド消化中の演出で継続ラウンドが昇格していく。ラウンド消化中に様々な継続示唆があり、最大で15ラウンド継続する。1ラウンド〜4ラウンド中の、3カウント〜7カウント時に画面内に泡が出現したらラウンド継続のチャンスとなる。ラウンド中の泡の出現回数は、画面上部の子イルカで表示され、継続の期待度を示唆している。数が多くなるほど15ラウンドへの昇格の期待度が高くなる。2ラウンド開始時に金貨が出現した場合は、5ラウンドへの昇格が確定する。5ラウンド開始時に宝箱が出現した場合は、15ラウンドへの昇格が確定する。
自力継続
最終ラウンドは、回転盤に玉が貯留されなくなるが、1カウント目と10カウント目は磁石にくっつくようになる。1カウント目と10カウント目にVアームが上から下りてくるタイミングがあり、磁石についた玉をそのままVアームがキャッチすることがある。
この場合は自力継続となり大当たりラウンドが続き、自力継続が成功しただけラウンドは継続する。
| 羽根開放時間 | 1チャッカー      | 2チャッカー     |
| 羽根開放時間 | 0.35秒×1回       | 0.45秒×2回      |
| 羽根開放時間 | V有効時間 7.15秒 | V有効時間 8.7秒 |